# Ockern
Ockern är en sjö i Krokoms kommun i Jämtland och ingår i Indalsälvens huvudavrinningsområde. Sjön är 22,5 meter djup, har en yta på 2,58 kvadratkilometer och befinner sig 297,2 meter över havet. Ockern ligger i Hårkan Natura 2000-område. Sjön avvattnas av vattendraget Hårkan.

## Delavrinningsområde
Ockern ingår i det delavrinningsområde (706577-144307) som SMHI kallar för Utloppet av Ockern. Medelhöjden är 332 meter över havet och ytan är 14,7 kvadratkilometer. Räknas de 260 avrinningsområdena uppströms in blir den ackumulerade arean 3 226,38 kvadratkilometer. Hårkan som avvattnar avrinningsområdet har biflödesordning 2, vilket innebär att vattnet flödar genom totalt 2 vattendrag innan det når havet efter 245 kilometer. Avrinningsområdet består mestadels av skog (74 procent). Avrinningsområdet har 2,58 kvadratkilometer vattenytor vilket ger det en sjöprocent på 17,5 procent.